# Estefanía Gómez
Estefanía Gómez Osorio (Ibagué, Tolima; 19 de noviembre de 1976) acreditada algunas veces como Stefania Gómez, es una actriz colombiana. Se dio a conocer como Aura María Fuentes en 1999 en la telenovela escrita por Fernando Gaitán, Yo soy Betty, la fea. Posteriormente obtuvo un papel regular en la telenovela Sin senos sí hay paraíso (2016–2018) y su serie derivada El final del paraíso (2019) interpretando a Vanessa Salazar, personaje que anteriormente fue interpretado por Carolina Betancourt en Sin senos no hay paraíso.

## Filmografía

### Películas
| Año  | Título      | Rol      | Notas        |
| ---- | ----------- | -------- | ------------ |
| 2002 | El pez rojo | Muerte   | Cortometraje |
| 2008 | La pocima   | Laura    | Largometraje |
| 2012 | La lectora  | Patricia | Largometraje |

### Televisión
| Año       | Título                              | Rol                           | Notas                                                            |
| --------- | ----------------------------------- | ----------------------------- | ---------------------------------------------------------------- |
| 1997      | La Elegida                          | Jimena                        | Debut                                                            |
| 1998-1999 | Perro amor                          | Peggy Camacho                 | Elenco Recurrente; telenovela                                    |
| 1999-2001 | Yo soy Betty, la fea                | Aura María Fuentes Rico       | Elenco Principal; Telenovela                                     |
| 2001-2002 | Ecomoda                             | Aura María Fuentes Rico       | Elenco Principal; Telenovela                                     |
| 2003-2004 | Amor a la plancha                   | Candelaria «Candela» Guerrero | Elenco Principal; Telenovela                                     |
| 2008      | Tu voz estéreo                      | Ella misma                    | Reality Show                                                     |
| 2009-2010 | Victorinos                          | Leonor                        | Invitada; Telenovela                                             |
| 2009-2010 | El Capo                             | Luz Dary Sánchez              | Elenco Recurrente (Temporada 1); Telenovela                      |
| 2010      | El clon                             | Victoria «Vicky»              | Elenco Principal; Telenovela                                     |
| 2011      | Mujeres asesinas                    | Ep: Las Buitrago, hermanas    | Unitario; Serie Web                                              |
| 2012      | La mariposa                         | Roxana                        | Elenco Recurrente; Telenovela                                    |
| 2012      | Historias clasificadas              | Erica                         | Episodio: Quiero un papá; Serie Web                              |
| 2013      | La hipocondríaca                    | Linda Rosa                    | Elenco Secundario; Telenovela                                    |
| 2015-2016 | Hermanitas Calle                    | Profesora Oliva               | Elenco Recurrente; Telenovela                                    |
| 2016–2018 | Sin senos sí hay paraíso            | Vanessa Salazar               | Elenco Recurrente (Temporadas 1–3); 181 episodios; Telenovela    |
| 2018      | A lo Sánchez                        | Marcela                       | Protagonista; Serie Web                                          |
| 2019      | El man es Germán                    | Aura María Fuentes Rico       | Invitada; Episodio 132; Telenovela                               |
| 2019      | El final del paraíso                | Vanessa Salazar               | Elenco Principal (temporadas 1); 76 episodios; Telenovela        |
| 2021      | Enfermeras                          |                               | Invitada; Telenovela                                             |
| 2024-2025 | Betty, la fea: la historia continúa | Aura María Fuentes Rico       | Elenco Principal (Temporada 2), Invitada (Temporada 1); Serie TV |